# Kadyjiwci
Kadyjiwci (ukr. Кадиївці) – wieś na Ukrainie, w obwodzie chmielnickim, w rejonie kamienieckim.